# Wasserkraftwerk Spálov
Das Wasserkraftwerk Spálov (tsch. Vodní elektrárna Spálov) ist ein im Ortsteil Spálov der Stadt Semily in Tschechien erbautes Laufwasserkraftwerk, welches durch die Flüsse Jizera und Kamenice angetrieben wird.
Die Anlage wurde 1921 vom Architekten Emil Králíček im Art-Déco-Stil erbaut. Im Jahr 1998 wurde das Werk nach 72 Jahren Betrieb ohne größere Unterbrechung abgestellt und modernisiert. Ersetzt wurden dabei die alten, 2.000 kW leistenden zwei Turbinen durch neue, von Škoda konstruierte 2.400 kW leistende Kaplan-Turbinen. Die Leistung erhöhte sich hierdurch um 30 %. Das Wasser wird durch einen 1.300 Meter langen überdeckten Kanal geleitet. Das Wasser hat dabei ein Gefälle von 22,86 m.